# Amígdala tubárica
La amígdala tubárica o de Gerlach es una  de las cuatro amígdalas que constituyen el Anillo de Waldeyer (conjunto de estructuras de tejido linfoide localizadas en la faringe), el cual también incluye las amígdalas palatinas, las amígdalas faríngeas y las amígdalas linguales.
La amígdala tubàrica se encuentra muy próxima al torus tubarius (La base de la porción cartilaginosa de la trompa de Eustaquio ), con localización posterior a la abertura de la trompa de Eustaquio, en la pared lateral de la nasofaringe.